# Bertha Swirles
Bertha Swirles, Lady Jeffreys (* 22. Mai 1903 als Bertha Swirles in Northampton, England; † 18. Dezember 1999 in Cambridge, England) war eine britische Mathematikerin, Physikerin und Hochschullehrerin. Sie war 1969 Präsidentin der Mathematical Association.

## Leben und Werk
Swirles war die Tochter der Grundschullehrerin Harriett Swirles und des Lederverkäufers William Alexander Swirles. Nach dem Tod ihres Vaters 1905 musste ihre Mutter allein für den Familienunterhalt aufkommen und gründete eine private Grundschule, in die auch Bertha ging. Ab 1915 besuchte sie die neu gegründete Northampton School for Girls und begann 1921 mit einem Stipendium ein Mathematikstudium am Girton College. Sie schloss 1924 mit Auszeichnung ab und studierte danach Physik. Sie forschte von 1925 bis 1927 mit einem Yarrow Fellowship und bis 1928 mit einem Hertha Ayrton Research Fellowship auf dem Gebiet der Quantentheorie bei Ralph Fowler an der University of Cambridge. Ein anderer Forschungsstudent in der Abteilung war Douglas Hartree und er schlug ihr erstes Forschungsproblem vor, das die Polarisierbarkeit von Atomkernen untersuchte. Sie verbrachte den Winter 1927–1928 an der Georg-August-Universität Göttingen, wo sie bei Max Born und Werner Heisenberg forschte. 
1928 wurde sie zum Assistant Lecturer an der University of Manchester ernannt. Hier führte Edward Arthur Milne sie in die Erforschung der Absorptionsspektren von Gasen ein, ein Thema, das für die Untersuchung der Sternstruktur von hoher Relevanz war.
Sie promovierte 1929 bei Born und Fowler mit der Dissertation Some Applications of The Theory of Perturbations In Quantum Mechanics („Einige Anwendungen der Störungstheorie in der Quantenmechanik“). 1931 bis 1932 bekam sie einen Lehrauftrag an der University of Bristol und anschließend bis 1933 am Imperial College London (damals Royal College of Science). 1933 ging sie als Dozentin für Angewandte Mathematik an die University of Manchester zurück und arbeitete erneut mit Hartree zusammen. 1938 kehrte sie an das Girton College als Mathematikdozentin zurück, wo sie ihre Forschungen zur Quantentheorie fortsetzte.
1940 heiratete sie den Mathematiker Harold Jeffreys und wurde 1953 Lady Jeffreys, als er zum Ritter geschlagen wurde. Sie arbeitete mit ihrem Mann auch in der Seismologie. Von 1939 bis 1947 war sie Studienleiterin für Musik, 1949 bis 1969 für Mathematik und Mechanik. In dieser Position unterstützte und entwickelte sie den Mathematikunterricht für Frauen. Von 1966 bis 1969 bekleidete sie verschiedene Ämter am College, unter anderem als Vice Mistress.
Neben zahlreichen Fachartikeln verfasste sie gemeinsam mit ihrem Ehemann das Lehrbuch Methods of Mathematical Physics, das zuerst 1946 erschien. Die dritte Auflage wurde 1956 veröffentlicht; 1972 erschien eine Taschenbuchausgabe. Das Werk wurde bis einschließlich 2001 mehrmals nachgedruckt und war noch 2021 erhältlich.
Nach dem Tod ihres Mannes 1989 sortierte und katalogisierte sie seine Forschungsunterlagen, um sie für künftige Forscher als Quelle nutzbar zu machen. Sie starb 1999 in Cambridge an einem Schlaganfall.

## Anerkennungen
1969 war sie Präsidentin der Mathematical Association. 1995 erhielt sie die Ehrendoktorwürde von der University of Saskatchewan und 1996 von der Open University. 2016 genehmigte der Rat der University of Cambridge die Verwendung des Namens Swirles zur Kennzeichnung des Swirles Court.

## Veröffentlichungen (Auswahl)

### Monografien
- Harold Jeffreys, Bertha Swirles: Methods of Mathematical Physics. 3. Auflage. Cambridge University Press, 1956, ISBN 978-0-521-66402-8.

### Fachartikel
- Douglas Rayner Hartree, W[illiam] Hartree, Bertha Swirles: Self-consistent field, including exchange and superposition of configurations, with some results for oxygen. In: Philosophical Transactions of the Royal Society of London. Series A, Mathematical and Physical Sciences. Band 238, Nr. 790, 24. Juli 1939, S. 229–247, doi:10.1098/rsta.1939.0008 (royalsocietypublishing.org).
- Bertha Swirles, Douglas Rayner Hartree: The relativistic self-consistent field. In: Proceedings of the Royal Society of London. Series A: Mathematical and Physical Sciences. Band 152, Nr. 877, 15. November 1935, S. 625–649, doi:10.1098/rspa.1935.0211 (royalsocietypublishing.org).
- Bertha Swirles, Douglas Rayner Hartree: The relativistic interaction of two electrons in the self-consistent field method. In: Proceedings of the Royal Society of London: Series A - Mathematical and Physical Sciences. Band 157, Nr. 892, 2. Dezember 1936, S. 680–696, doi:10.1098/rspa.1936.0224 (royalsocietypublishing.org).
- D. R. Hartree, Bertha Swirles: The effect of configuration interaction on the low terms of the spectra of oxygen. In: Mathematical Proceedings of the Cambridge Philosophical Society. Band 33, Nr. 2, April 1937, S. 240–249, doi:10.1017/S0305004100019587 (cambridge.org).
- Bertha Swirles, Ralph Howard Fowler: The internal conversion of γ-rays. In: Proceedings of the Royal Society of London. Series A, Containing Papers of a Mathematical and Physical Character. Band 116, Nr. 774, 1. Oktober 1927, S. 491–500, doi:10.1098/rspa.1927.0146 (royalsocietypublishing.org).